# Флуоресцентний індикатор
Флуоресце́нтний індика́тор (англ. fluorescent indicator, рос. флуоресцентный индикатор) — хімічний індикатор (кислотно-основний або іншого типу), який здатний при опромінюванні світлом з відповідною довжиною хвилі різко змінювати колір флюоресценції в точці еквівалентності або поблизу неї. 